# Murphy (romanzo)
Murphy, pubblicato nel 1938, è un romanzo e la terza opera di narrativa dello scrittore, poeta e drammaturgo irlandese Samuel Beckett. Si tratta del suo secondo libro in prosa, pubblicato dopo la raccolta di racconti Più pene che pane (uscita nel 1934) e scritto dopo il suo primo romanzo rimasto inedito (fino al 1992, pubblicazione postuma), Dream of Fair to Middling Women. Fu scritto in inglese, a differenza di diverse sue opere successive che vennero composte in francese, e venne poi tradotto in francese dallo scrittore stesso, con l'aiuto dell'amico Alfred Péron, nel 1947. Dopo numerosi rifiuti, il romanzo venne pubblicato da Routledge su raccomandazione del pittore amico di Beckett, Jack Butler Yeats.
In italiano esistono due traduzioni: una, tradotta dal francese, di Franco Quadri (1962) e un'altra, dall'inglese, di Gabriele Frasca (2003).

## Trama
La trama riguarda l'eponimo “solipsista depresso”. Murphy che, incitato a trovare un impiego dalla sua amante Celia Kelly, inizia a lavorare come infermiere alla Magdalen Mental Mercyseat e scopre che la pazzia dei pazienti è un'attraente alternativa all'esistenza cosciente.
Murphy è un esempio del grande interesse di Beckett per le possibilità artistiche e metaforiche degli scacchi. Verso la fine del romanzo, Murphy fa una partita a scacchi con il signor Endon, un paziente che è “il più carino e docile rimbambito di tutto l'istituto”; Murphy, però, non riesce a riprodurre il gioco simmetrico e ciclico del suo avversario, esattamente come è incapace di lasciarsi andare a uno stato di gioia catatonica. Si licenzia “con lo scacco matto nel cuore” e muore poco tempo dopo. Beckett riferisce la partita con una precisa notazione descrittiva, completa di un commento comico e puntiglioso.
Ambientato tra l'Irlanda e l'Inghilterra, il romanzo è causticamente satirico ai danni dello Stato Libero d'Irlanda che aveva censurato da poco l'opera di Beckett Più pene che pane: l'astrologo che Murphy consulta è famoso “in tutto il Mondo Civilizzato e nello Libero Stato d'Irlanda”; “per essere una ragazza irlandese” l'ammiratrice di Murphy, la signorina Counihan, era “eccezionalmente antropoide”; nel General Post Office, teatro della Sollevazione di Pasqua del 1916, Neary assalta le natiche della statua del mitico eroe irlandese Cúchulainn scolpita da Oliver Sheppard (la statua in realtà non ha natiche). Il romanzo presenta anche un ritratto pungente del poeta Austin Clarke attraverso il dipsomane Austin Ticklepenny, dedito a  “manstuprazioni” non contraccambiate di Murphy sotto il tavolo; non seguendo il  consiglio dello scrittore e politico Oliver St. John Gogarty, Clarke rifiutò di fare causa a Beckett.
In realtà Murphy non può diventare pazzo per raggiungere la libertà. Si volge invece al nulla e le sue ceneri vengono giustamente sparse tra la sporcizia di un bar. Anche Celia scopre la bellezza del nulla quando perde il suo amato, Murphy, e con il peggiorare della salute di suo nonno. Come nella sua opera più tarda, Aspettando Godot, Beckett trasforma impercettibilmente la commedia nel terrore della non-esistenza.
Tra i pensatori che influenzano il dibattito mente-corpo di Murphy ci sono Spinoza, Cartesio e il poco conosciuto seguace dell'occasionalismo, il fiammingo Arnold Geulincx.

## Edizioni italiane
- Samuel Beckett, Murphy, trad. dal francese di Franco Quadri, Collana I Coralli n.165, Einaudi, Torino, I ed. 1962, pp. 212.
- id., Murphy, Mondadori, Milano, 1969.
- id., Murphy. Introduzione di Aldo Tagliaferri, Collana Narrativa n.432, Oscar Mondadori, I ed. luglio 1981 (copertina di Ferenc Pintér).
- id., Murphy, trad. dall'inglese di Gabriele Frasca, Collana Supercoralli, Einaudi, Torino, 2003, ISBN 978-88-06-16693-9.